# キング・ヴォン
デイヴォン・ダクアン・ベネット（英: Dayvon Daquan Bennett、1994年8月9日 – 2020年11月6日）は、プロフェッショナルにはキング・ヴォン（英: King Von）として知られた、アメリカ合衆国イリノイ州シカゴ出身のラッパー。ブラック・ディサイプルズギャングと関係があったとされている。なおGoogle翻訳等ではキング・フォンの表記が見られるが、キング・ヴォンが正しい。

## 生い立ち
デイヴォン・ダクアン・ベネットことキング・ヴォンは1994年8月9日にイリノイ州シカゴで生まれた。彼は父ウォルター・E・ベネットとの間に6人の異母兄弟がおり、母タエシャとの間に3人の兄弟がいた。彼は主に母によって、シカゴのサウス・サイドに位置するグレーター・グランド・クロッシング地域の「オーブロック」（O'Block）として知られるパークウェイ・ガーデンズで育てられた。彼の父親との関係は、父親の投獄により不安定であった。ヴォンが11歳の時、父親は見知らぬ銃撃犯によって殺害された。ヴォンは後に、複数の楽曲で父親に敬意を表している。
ヴォンはチーフ・キーフやリル・ダークとの交流を通じてドリル・ミュージックの誕生に立ち会った。しかし、彼は2010年代を通じて多数の重大な犯罪容疑で頻繁に投獄されており、音楽を始める前からシカゴのドリルシーンで知られていた。
16歳の時、ヴォンは2011年1月に武装強盗で少年拘置所に送られた。投獄中、ヴォンはGED（高校卒業程度の資格）を取得した。釈放後、ヴォンはサウス・ホーランドのサウス・サバーバン大学でいくつかの授業を受けた後、退学した。
2014年7月、ヴォンは、1人が死亡し2人が負傷した銃撃事件に関連して、第一級殺人と殺人未遂2件の罪で起訴された。クック郡刑務所で3年以上拘留された後、2017年12月に無罪となり、音楽活動を開始した。

## 経歴

### 2017年–2019年: キャリア初期と『Grandson, Vol. 1』
ヴォンが2017年12月に刑務所から釈放された際、ラッパー仲間のリル・ダークはヴォンを自身のレーベルOnly the Familyに契約させた。その後、ヴォンは一連のシングルをリリースした。最初のシングルは、シカゴのラッパーTHF Zooをフィーチャーした「Beat Dat Body」で、2018年6月17日にリリースされた。ヴォンはその後、2018年7月31日にリリースされたアルバム『Lil Durk Presents: Only The Family Involved』に参加した。彼は楽曲「Problems」にフィーチャーされ、2018年8月9日にはミュージックビデオも公開された。続いて、2018年10月18日にはシングル「War With Us」をリリースした。ヴォンのシングル「Crazy Story」は2018年12月6日にリリースされた。この曲は彼のブレイクスルーシングルとなり、Billboard Hot 100で81位に達した。
2019年1月9日、ヴォンはシカゴのラッパーMemo600の楽曲「Exposing Me」のリミックスにフィーチャーされた。ヴォンとMemo600は、他の近隣のライバルに対する現実の確執や衝突を侮辱し、詳細に描写するラップを交換した。2019年2月4日には、ラッパーのFBGダックとRoogaが自身の曲のリミックスをリリースし、標的からの反撃があった。両曲はインドのオリジナル曲「Sanam Re」のサンプリングによって制作された。この成功を受けて、アメリカ国内外の他のアーティストによって一連のこの曲のリミックスが制作された。
2019年2月14日、ヴォンの当時のガールフレンドであるラッパーのエイジアン・ドールが、彼に関する自身の楽曲「Grandson」のミュージックビデオをリリースし、ヴォンも出演した。
2019年5月には、リル・ダークをフィーチャーした「Crazy Story 2.0」がリリースされ、ミュージックビデオも2019年5月20日に公開された。この曲はBubbling Under Hot 100チャートで4位を記録した。2019年9月13日には、シングルの3番目のバージョン「Crazy Story, Pt. 3」がリリースされた。2019年7月9日、リル・ダークとキング・ヴォンは共作シングル「Like That」をリリースした。
2019年9月2日、ヴォンは自身の初のミックステープアルバムの先行シングルとして、9月に発表された「What It's Like」をリリースした。
ミックステープは数週間後の2019年9月19日にリリースされた。これは13曲入りのミックステープで、『Grandson, Vol. 1』と名付けられ、チョップスクワッドDJがエグゼクティブ・プロデューサーを務めた。シカゴのアーティスト、リル・ダークをフィーチャーした「Twin Nem」と「Crazy Story」のリミックス、そしてシカゴのアーティストでOTFの関連者であるBooka600とのコラボレーション「Jet」の3曲がフィーチャリングとして収録されている。また、このミックステープには、「Crazy Story」、「Crazy Story, Pt. 3」、そして2018年10月18日にリリースされた彼の2番目のシングル「War With Us」も含まれている。
『Grandson, Vol. 1』はBillboard 200で75位に初登場し、後に53位を記録した。また、ヒップホップ/R&Bアルバムチャートでは27位、インディペンデントアルバムチャートでは9位に達した

### 2020年: 『Levon James』と『Welcome to O'Block』
2019年11月16日、ヴォンはシングル「2 A.M.」をリリースし、同日中に対応するビデオも公開された。2019年11月29日、ヴォンはYNWメリーをフィーチャーしたシングル「Rollin」をミュージックビデオと共にリリースした。彼は後に、2020年2月21日にミュージックビデオ付きの「Took Her to the O」をリリースし、これが彼の最も成功したシングルとなる。「Took Her to the O」と「Rollin」は後に彼の2枚目のミックステープ『Levon James』に収録され、2020年3月6日にリリースされた。同ミックステープはBillboard 200で63位に初登場し、後に40位を記録した。これはOnly the Family Entertainment/Empireを通じてリリースされ、チョップスクワッドDJがエグゼクティブ・プロデューサーを務めた全16曲のミックステープで、NLEチョッパ、ティー・グリズリー、Gハーボ、リル・ダーク、YNWメリー、Booka600、ヤンギン・エースが参加している。
「On Yo Ass」の公式ビデオは、アルバムリリース日と同時に2020年3月6日に公開された。この曲にはシカゴのアーティストGハーボがフィーチャーされ、チョップスクワッドDJがプロデュースを担当している。2020年3月20日には、フロリダのラッパーYungeen Aceをフィーチャーした「Trust Issues」の公式ビデオがリリースされた。この曲でヴォンはギャングスタとしての側面から離れ、よりソフトな一面を見せた。2020年4月6日、ヴォンはYouTubeで「3 A.M.」の公式ミュージックビデオを公開した。続いて2020年4月29日にはシングル「Grandson For President」がリリースされ、後にアルバム『What It Means to Be King』のシングルとして組み込まれた。彼はこのシングルのすぐ後に、『Levon James』からのもう1つの楽曲「Broke Opps」のミュージックビデオをリリースした。
2020年、キング・ヴォンは『Welcome to O'Block』の制作を開始した。これは最終的に彼のデビュー・スタジオ・アルバムとしてリリースされ、彼の生前にリリースされた唯一のアルバムとなった。彼はまず、アルバムからのリードシングル「Why He Told」を2020年7月27日にリリースし、YouTubeでミュージックビデオも公開された。続いて、シカゴのラッパーリル・ダークをフィーチャーしたシングル「All These Niggas」が2020年8月5日にリリースされた。法的な理由により、バンクスは同日公開されたミュージックビデオに出演できなかったが、このビデオは2か月でプラットフォーム上で2400万回再生された。その後、2020年8月26日には、別のミュージックビデオと共に「How It Go」というシングルをリリースした。
2020年10月9日、キング・ヴォンはニューヨークのラッパーフィヴィオ・フォーリンをフィーチャーした「I Am What I Am」を、付属のミュージックビデオと共にリリースした。2週間後、ヴォンは公式チャンネルでミュージックビデオ付きの「Gleesh Place」をリリースした。このリリースは、2020年10月30日に発表された『Welcome to O'Block』の正式リリースに先立つものであった。この16曲入りアルバムには、チョップスクワッドDJ、テイ・キース、ウィージー、ヒットメイカーなどがプロデュースを担当し、プリンス・ドレ、リル・ダーク、ドリージー、マネーバッグ・ヨーといったアーティストもフィーチャーされている。アルバムにはポロGとのコラボレーション「The Code」も含まれており、ミュージックビデオも公開された。このプロジェクトはBillboardのUS Top 200 albumsで5位、Top R&B/Hip Hop albumsで1位、Top Independents albumで1位を記録し、カナダのTop 100 Canadian albumsでは12位を記録した。
Complexのインタビューで、ヴォンは新しいプロジェクトと彼の以前の作品『Levon James』との主な違いについて自身のビジョンを語り、「何かをしてそれを続ければ、より良い結果が得られる。すべてがより良くなるんだ。本当にその通りだ、俺は一生懸命やってきたんだ」と述べている。Uproxxの別のインタビューでは、彼はこのプロジェクトを自分の故郷と、そこで生活し苦しんできたすべての人々に捧げたいと述べた。
彼はアルバムがリリースされてから1週間後に死去した。
彼の死後、「Wayne's Story」、「Armed & Dangerous」、「Mine Too」、「Demon」のミュージックビデオがリリースされた。

## 死後のリリース

### 2020年–2022年: フィーチャリングと『What It Means to Be King』
2020年12月14日、ヴォンの死からわずか1か月後、ファンクマスター・フレックスは自身の公式YouTubeチャンネルで「Lurkin」の公式ビデオをリリースした。これはヴォンにとって初の死後のミュージックビデオ出演となったが、この曲は2020年10月22日に制作されたものである。2020年12月24日、リル・ダークはヴォンへの追悼としてアルバム『The Voice』をリリースした。ヴォンはバンクスと共にアルバムカバーの中央に配置されており、楽曲「Still Trappin'」にもフィーチャーされている。
2021年2月26日のインタビューで、ヴォンのマネージャーは、ヴォンが300曲以上の未発表曲、つまりアルバム10枚分に相当するコンテンツを所持しており、彼の遺産を存続させることを目指し、家族の同意を得て今後数年間リリースを続けていくと述べた。
2021年3月3日、ヴォンはアメリカのレコードレーベルオンリー・ザ・ファミリーのコンピレーションアルバム『Loyal Bros』にフィーチャーされた。彼は3曲に参加しており、その中にはシカゴのラッパーリル・ダークとBooka600をフィーチャーした「Out the Roof」も含まれる。「Me and Doodie Lo」はDoodie Loをフィーチャーしており、ヴォンの死去前にリリースされ、アルバムのリードシングルとして使用され、2020年8月21日にはミュージックビデオも公開された。そして最後に、プロジェクトの最後のシングルである「Jump」にも登場し、ここでもリル・ダーク、Booka600、Memo600がフィーチャーされている。また、この曲のミュージックビデオはヴォンの死前に撮影され、シングルリリースと同じ2021年3月3日に同時に公開された。
2022年2月4日、彼のマネジメントチームは、ラッパーによる新作アルバム『What It Means to Be King』を同年リリースすると発表した。翌日の2月5日には、プロモーションシングル「Don't Play That」がリリースされ、アメリカのラッパー21サヴェージをフィーチャーし、Kid Hazelによるプロダクションの上で2人がラップを披露している。この曲の公式ミュージックビデオは2022年2月9日に公開された。これに続き、2022年3月2日にはセカンドアルバムからの抜粋である「War」がリリースされ、この曲には公式のビジュアライザービデオも付随している。これら2曲は商業的な成功を収め、それぞれBillboard Hot 100で40位と63位を記録した。
2022年3月4日、アルバムはエンパイア・ディストリビューション、オンリー・ザ・ファミリー、そして彼のマネジメントチームを通じてリリースされた。これはキング・ヴォンの2枚目のスタジオ・アルバムであり、初の死後リリース作品となる。アルバムには、Gハーボ、21サヴェージ、フィヴィオ・フォレイン、マネーバッグ・ヨー、リル・ダーク、ティー・グリズリー、エイ・ブギー・ウィット・ダ・フーディ、ドリージー、ボス・トップ、DqFrmDaO、OMBピーシーといったゲストアーティストが参加している。プロデュースは、チョップスクワッドDJ、ヒットメイカー、ティー・ロマーノ、キッド・ヘイゼル、タッチ・オブ・トレント、DJバンズ、DJ FMCT、グレイザー、ディエゴ・アヴェ、バンクロール・ゴット・イット、TM88、ATLジェイコブ、ヘラルド・ライブ、CGMビーツ、ジョン・ラム、ロウ・イクイティなどが担当した。トラックリストには、2020年4月にリリースされた絶賛されたシングル「Grandson For President」が含まれており、これがアルバムのリードシングルとなっている。このレコードはBillboard 200で2位を記録し、59,000アルバム等価単位を売り上げた。そのうち55,000ユニットは7900万回のストリーミングによるもので、4,000枚は純粋なアルバムセールスによるものであった。この結果は、キング・ヴォンのBillboard 200での最高位であり、トップ10入りは2作目である。彼のデビュー・スタジオ・アルバム『Welcome to O’Block』は5位を記録していた。
その直後、彼のアルバムからの2つの抜粋のミュージックビデオがリリースされた。「Too Real」は2022年3月7日にリリースされ、「Get it Done」は彼の誕生日である2022年8月9日にリリースされた。

### 2023年–現在: 『Grandson』
2023年1月、キング・ヴォンのマネージャーは自身のInstagramへの投稿で、ラッパーによる新しい死後プロジェクトが同年中にリリースされる予定であることを発表した。同年6月、アルバムのタイトルが『Grandson』となることが発表された。これはヴォンの最初のミックステープ『Grandson, Vol. 1』を想起させるものであり、2014年から2017年までクック郡刑務所に収監されていた際に受刑者から与えられた彼の有名なニックネームに由来する。このレコードはラッパーの最も親しい協力者たちと彼の母親自身によって制作された。
アルバムのリリースに先立ち、3つのシングルがリリースされた。1つ目の「Robberies」は2023年6月23日にリリースされ、同日中に公式ビデオも公開された。2つ目の「Heartless」はティー・グリズリーをフィーチャーし、2023年7月7日に公式ビジュアライザーと共にリリースされた。プロジェクト自体は2023年7月14日にリリースされ、ヴォンにとって3枚目のスタジオ・アルバムであり、2枚目の死後リリース作品となる。同アルバムは、2020年後半に撮影された「Don't Miss」のミュージックビデオと共に発表された。加えて、アルバムの各トラックの公式ビジュアライザーも公開された。
アルバムの制作は、ATLジェイコブ、チョップスクワッドDJ、デヴィッド・モース、DJバンズ、ゴーストレイジ、イラダプロデューサー、マック・フライ、ロウ・イクイティ、スコット・ストーチ、サウスサイド、タージ・マネー、トゥイスティッド・ジーニアス、ウィージーを含む様々なプロデューサーによって行われた。これらのほとんどは、以前のアルバムでもヴォンとコラボレーションしている。フィーチャリングには、Gハーボ、ポロ・G、リル・ダーク、ティー・グリズリー、ブリージーリン、ティンク、42ダッグ、マネーバッグ・ヨー、ホットボーイが参加している。同アルバムはBillboard 200で14位、Billboard Independent Albumsで2位、Billboard Top R&B/Hip Hop Albumsで4位を記録し、Billboard Top 100 Canadaでは31位、ニュージーランドのTop 40では20位を記録した。

## 芸術性・音楽性

### スタイルとラップ技術
キング・ヴォンの音楽スタイルはドリル・ミュージックと形容されており、これは彼自身もDJアカデミクスとのインタビューで認めていることである。ヒップホップ出版物では、ヴォンはシカゴ・ドリル界で最高の純粋な作詞家の一人として、またこのジャンルの他のラッパーよりもスタイルが多様であると評されている、。ヴォンはまた、その集中力、デリバリー、言葉遊び、鋭いソングライティングにおいても高い評価を受けている。Complexのマーク・ブラボーは、ヴォンを思慮深く熟練した作詞家であり、そのデリバリーの激しさと共鳴において他のシカゴ・ドリルアーティストを凌駕していると評した。タブレットのジェイソン・バフォードは、ヴォンが死後数年経っても文化的に重要であり続けていると指摘し、この現象をヴォンと暴力との近さ、そして彼の並外れた歌詞のスキルに起因すると考えた。NPRのウィル・シューベは、ヴォンのスタイルの特徴は、ニヒリズム、ユーモア、共感をバランスよく含んだ鮮やかな物語を紡ぎ出す能力であるとし、「Took Her to the O」をそのスタイルの最も強力な表現の一つと見なしている。

#### ストーリーテリング
キング・ヴォンは楽曲におけるストーリーテリングの使用で知られていた。彼のナレーションはHotNewHipHopによって「非の打ちどころがなく」「復讐心と純粋な真正さに満ちている」と評され、また「鮮やか」とも形容されている。ピッチフォークは、彼のヴァースにおける対話の挿入を伴い、一貫した物語を語るナレーターとしての彼の能力を称賛している。ヴォンは、高く評価された3つの作品『Grandson, Vol. 1』、『Levon James』、『Welcome to O'Block』を通じて、彼のストーリーテリングの強みを最大限に発揮した。それぞれのプロジェクトは彼の個性の複雑さを余すところなく示しており、ヴォンはメインストリームのラップではめったに見られない物語を肉付けしていった。
ヴォンの楽曲における物語の技術は、彼自身の経験に基づいたテーマを中心に発展しており、アイス-T、スピーカー・ノッカーズといった他の様々なアーティストと比較されている。特に「Took Her to the O」や「Crazy Story」といった楽曲は、スリック・リックの「Children's Story」と比較されており、ヴォン自身もミーク・ミルの物語の技術とよく比較されると語っている。
ヴォンのストーリーテリングのスタイルと能力は、エングルウッドでの幼少期にインスパイアされており、特に彼が投獄中に読んだ都市小説に大きく影響を受けている。彼はシスター・ソウルジャーの多くの本を読み、JaQuavisやAshley、特に「The Cartel」という本が好きだったと述べている。さらに、アンソニー・フィールズの「The Ultimate Sacrifice」も好み、また「トワイライト」の小説も高く評価していた。

### 影響
キング・ヴォンは、自身のラップスタイルに影響を与えた数名のMCを挙げており、これらは彼が十代の頃に聴いていたアーティストに由来する。ラッパーとしては、リル・ウェイン、グッチ・メイン、ワカ・フロッカ・フレイム、そしてシカゴのラッパーであるトゥイスタ、カニエ・ウェスト、Gハーボ、リル・ビビー、そしてリル・ダークが挙げられる。

## 私生活
ヴォンはテキサス州のラッパー、エイジアン・ドールとオンオフの関係にあったが、彼の死当時は交際していなかったと報じられている。ヴォンには3人の子供がいた（息子1人、娘2人）。
彼のいとこであるコールボーイもドリルラッパーである。

### 法的問題
2014年4月、ヴォンは17歳のギャングスター・ディサイプルズのメンバーであるガキラ・「K.I.」・バーンズの殺人事件に関連して、重要参考人として警察に尋問されたが、証言の不一致のため警察は彼を起訴できなかった。2021年、シカゴ市警察が公開した未開封文書で、ヴォンがバーンズの殺人犯として名指しされた。
2014年7月24日、ヴォンは2014年5月に発生した銃撃事件に関連して逮捕された。この事件ではマルコム・スタッキーが死亡し、他の2人の男性が負傷した。ヴォンは第一級殺人罪1件と殺人未遂罪2件で起訴された。この銃撃はエングルウッドで発生した。ヴォンは2017年12月に無罪となった。
2019年5月、ヴォンとリル・ダークはアトランタでの銃撃事件に関連して逮捕された。ヴォンと共同被告のダークは、フルトン郡の法廷で公聴会に出廷した。検察は、2人のラッパーが2019年2月5日に人気のドライブインの外でアレクサンダー・ウィザースプーンを強盗し、銃撃したと主張した。数週間の勾留後、ダークは25万ドルの保釈金で釈放され、ヴォンは30万ドルの保釈金で釈放された。ダークに対する訴訟は2022年10月に取り下げられた。
2023年1月、ヴォンの死後、FBIは機密解除された多くの文書を公開し、機密情報提供者がヴォンが当初カールトン・「FBGダック」・ウィークリーに対して5万ドルの報酬をかけ、その後10万ドルに引き上げたことを示唆していると報じた。ウィークリーは2020年8月にシカゴのゴールドコースト地区で殺害された。その後、5人のOブロックのメンバーがこの殺人で逮捕され、有罪判決を受けた。
2024年10月9日、ヴォンの遺族と弁護士らは、ウィークリーの遺産と家族によって、ヴォンの遺族、リル・ダーク、OTFレコードが不法死亡訴訟で名指しされたと報じられた。この訴訟では、ダークと、ヴォンが所属していた彼のOTFレコードが「過失と不法行為を通じてウィークリーの死から利益を得ていた」と主張されている。

## 死去
2020年11月6日午前2時15分頃、ヴォンとそのクルーはアトランタのモナコシーシャ・ラウンジの外でクアンド・ロンドのクルーとの間でいざこざに巻き込まれた。この争いはすぐに銃撃戦に発展し、ヴォンは複数回銃撃を受けた。彼は病院に搬送され危篤状態であったが、その日のうちに死亡した。26歳であった。
ジョージア州捜査局は、2人が死亡し6人が負傷したと報告した。負傷した男性の一人は、銃創の治療を受けている最中にヴォン殺害容疑で警察に身柄を拘束された。容疑者はクワンド・ロンドと関係のあるラッパー、22歳のティモシー・「ルル・ティム」・リークスであることが確認された。2023年8月、リークスに対する起訴はジョージア州の「スタンド・ユア・グラウンド法」に基づいて取り下げられた。
2020年11月14日、ヴォンはアルシップ、クック郡、イリノイ州のバー・オーク墓地に埋葬された。
2024年10月、シカゴのラッパーでありヴォンの親友であるリル・ダークが、マイアミ国際空港付近で、殺人の共謀を含む連邦の容疑で逮捕された。この容疑は、バンクスが2020年のヴォン殺害への報復として、ラッパーのクワンド・ロンドを標的とした計画を企て、結果的にクワンド・ロンドのいとこであるサヴィアヤ・「ルル・パブ」・ロビンソンの死に至ったと主張している。ダークとヴォンのコレクティブであるオンリー・ザ・ファミリー（OTF）のメンバー5人も、この事件に関連して逮捕された。

### 追悼
第64回グラミー賞では、ヴォンは「イン・メモリアム」のモンタージュに含まれた。
2021年8月、キング・ヴォンを描いた壁画が、アーティストのクリス・デヴィンスによって、ヴォンが育ったパークウェイ・ガーデンズ団地のマーティン・ルーサー・キング・ドライブを見下ろす大きな壁に描かれた。この作品は、アートギャラリーのオーナーであり、ジョージ・フロイドの殺害への「創造的な対応」を自称するMural Movementの創設者であるデリラ・マルティネスによって依頼された。ヴォンは後ろ向きの野球帽をかぶり、銀色の「O'Block」チェーンを身に着けて描かれていた。この壁画はシカゴ住民の間で論争を巻き起こし、ギャングの暴力を美化し、ギャング関連の犯罪を誘発すると主張する意見もあった。結局、公開から約3年後の2024年11月29日、この壁画はパークウェイ・ガーデンズから撤去された。

## ディスコグラフィ
- 『Welcome to O'Block』（2020年）
- 『What It Means to Be King』（2022年）
- 『Grandson』（2023年）